# 佐岡真弐
佐岡 真弐（さおか しんじ、1982年11月7日 - ）は日本のアメリカンフットボール選手。大阪府生まれで、現在は兵庫県芦屋市在住。

## 略歴
東陶器小学校、泉ヶ丘東中学校を経て、桃山学院高等学校に進学。アメリカンフットボール部でキャップテンをしていた兄佐岡聖二（立命館大学パンサーズ→アサヒビールシルバースター）の薦めでアメリカンフットボール部に所属。2年生の時に関西代表に選抜されるなど頭角を現し、3年生の時にはアシュランド高校（米国）遠征の日本代表メンバーに選出され、関西で有数のプレイヤーとなる。
関西学院大学に進学後、関西学院大学ファイターズにて1年次よりレギュラーとして出場し、2001年の対アサヒ飲料チャレンジャーズ戦を制し優勝。
4年次にはキャプテンを勤め、2年次と3年次に敗北を喫した立命館大学を破り優勝した。
卒業後はアサヒビールシルバースターに所属し、2007年ワールドカップ川崎の日本代表選手に選抜されるも、決勝で米国に敗れ2位。
現在1児の父。息子は4000gで生まれる。
足のサイズは27cm。

## 人物像
幼少期からボーイスカウト、エレクトーンなどに興じており、アメリカンフットボール以外にも多彩な趣味を持つ。
趣味は焼酎を煽ること、一人で一升を呑むこともある。好物はソーキそば。
現在は焼肉店「王道焼肉　豆だいふく」を経営。